# 星時代調研所
《星時代調研所》（英語：Star Talk）是一個是台灣網路談話性節目，由LINE Taiwan 台灣連線股份有限公司旗下服務LINE TODAY製作，主持人為台灣星座專家唐綺陽，主要播出平台為LINE TODAY、LINE TV。

## 節目簡介
《星時代調研所》為知識型的占星訪談節目，每集邀請不同來賓對談，從社會發生的事件去分析星象與事件的連結。曾訪問過棒球國師台南Josh、網紅阿滴與藝人吳慷仁。
此節目在2022年4月開播，每週三四於LINE TODAY娛樂頻道更新。

## 節目形式
節目通常是以一對一形式進行訪談，特別情況可能會有一對二的訪談形式，節目開場唐綺陽會先介紹當集來賓，之後進入該集主題的討論，節目中場唐綺陽會提供與該集主題相關的星座統計排名，2024年5月開始加入星座街訪單元，節目型態從單純的棚內節目，轉為棚內結合外景的型態。

## 播出時間
| 頻道              | 所在地 | 播映日期      | 播出時間             |
| ----------------- | ------ | ------------- | -------------------- |
| LINE TODAY        | 臺灣   | 2022年4月至今 | 每週三、四 18:30上線 |
| YouTube看影音頻道 | 臺灣   | 2022年4月至今 | 每週五18:30上架      |
| LINE TV           | 臺灣   | 2022年4月至今 | 每週三、四跟播上線   |

## 外部連結
- 星時代調研所的YouTube播放清單 （页面存档备份，存于）